# دی هیدروپیریمیدین دهیدروژناز
آنزیم دی هیدروپیریمیدین دهیدروژناز نوعی آنزیم است که در تجزیه پیریمیدین‌ها نقش دارد. واکنشی که این آنزیم کاتالیز می‌کند، مرحله ابتدایی و در واقع مرحله محدود کننده سرعت در کاتابولیسم پیریمیدین‌هاست. این آنزیم واکنش احیای اوراسیل و تیمین را کاتالیز می‌کند. لین آنزیم در تجزیه ۵-فلوئورواوراسیل و تگافور-اوراسیل که جزء داروهای شیمی درمانی هستند نیز نقش دارد. نقص این آنزیم منجر به بیماری کمبود دی هیدروپیریمیدین دهیدروژناز می‌شود.